# Hyloxalus saltuarius
Espèce
Synonymes
- Colostethus saltuarius Grant & Ardila-Robayo, 2002

Statut de conservation UICN

 DD  : Données insuffisantes
Hyloxalus saltuarius est une espèce d'amphibiens de la famille des Dendrobatidae.

## Répartition
Cette espèce est endémique du département de Caquetá en Colombie. Elle se rencontre à San Vicente del Caguán dans le parc national naturel de la Cordillera de los Picachos vers 1 600 m d'altitude sur le versant Est de la cordillère Orientale.

## Publication originale
- Grant & Ardila-Robayo, 2002 : A new species of Colostethus (Anura: Dendrobatidae) from the eastern slopes of the Cordillera Oriental of Colombia. Herpetologica, vol. 58, no 2, p. 252-260 (texte intégral).